# Ut Unum Sint
Ut Unum Sint (Latijn voor Opdat zij één zijn) is de twaalfde encycliek van paus Johannes Paulus II en verscheen op 25 mei 1995.
Deze encycliek handelt over de oecumene.
- Inleiding
- Eerste hoofdstuk - De oecumenische inzet van de Katholieke Kerk
- Tweede hoofdstuk - De vruchten van de dialoog
- Derde hoofdstuk - Quanta est nobis via? (Hoe lang is de weg die nog voor ons ligt?)
- Vierde hoofdstuk - Aansporing